# Ruão
Ruão (em francês e em normando: Rouen) é uma cidade localizada na região histórica da Normandia, no noroeste da França. Uma das mais prósperas cidades do norte europeu na Idade Média, Ruão é, hoje, a capital da região francesa da Normandia e do departamento do Sena Marítimo. Segundo o censo demográfico francês de 2014, possui uma população de 110 618 habitantes, sendo atualmente a 36° cidade mais populosa da França.
Foi fundada no século I, na época do imperador Augusto, como Rotômago (em latim: Rotomagus). Nos séculos posteriores se desenvolveu, assim como sofreu mudanças com a chegada dos povos bávaros e do cristianismo. Mais tarde, no século IX, foi invadida pelos viquingues de Rollo, e a região de Ruão passou a se chamar Normandia a partir de 911, com o Tratado de Saint-Clair-sur-Epte. Posteriormente, como capital da Normandia, foi anexada ao reino da França e tornou-se uma cidade importante na Guerra dos Cem Anos contra a Inglaterra. Durante o período renascentista floresceu e prosperou economicamente e artisticamente; sua arquitetura foi influenciada pelo gótico. Durante a industrialização foi urbanizada e passou a ter um trem local. Após a ocupação da França pela Alemanha nazista em 1940, mais de 2 mil pessoas morreram nos bombardeiros.
É uma cidade turística com importantes atrações turísticas locais, como o Museu Marítimo, Fluvial e Portuário de Ruão, fundado em 1999 com mais de 2 mil obras expostas, e o edifício gótico da Catedral de Ruão, que recebeu Filipe II de França em 1204, após a anexação da Normandia ao reino da França.

## Geografia e população
A cidade foi estabelecida na margem direita do rio Sena e, posteriormente, expandiu-se para a margem esquerda. Ruão tem atualmente cerca de 111 000 habitantes. Em 2006, tinha 523 236 habitantes na região metropolitana.

## Etimologia
O local é evidenciado nas formas Ratumacos (casa da moeda dos Veliocasses), Ρατό-μαγος (Ratomagos, Ptolomeu), Ratomagos (Rota de Antonino, Peutinger), Rotomagus (Amiano Marcelino, Notitia dignitatum), in Rodomo em 779, Rodomo, Rodom, Rothom na Idade Média, Ruëm em 1130, Roüan sob o Antigo Regime, etc.
François de Beaurepaire nota uma alternância das formas em Rato- e em Roto-. O elemento Roto- se encontra na Normandia em Le Vaudreuil (Eure, anteriormente Rotoialum, Rothoialensis villa 584; com gaulês *ialon "local limpo, clareira" cf. galês tir ial). Quanto a Rato-, é observado em Reviers (Calvados, Radaverum 1077, com gaulês var- / ver- "água, rio").
Xavier Delamarre considera implicitamente Rato- neste caso, como uma variante de Roto-, acrescentando sobre Ratumacos inscrito nas moedas dos Veliocasses : "Mas esta é talvez uma outra palavra." O significado de *roto- é restituído de acordo com o irlandês antigo roth "corrida" e o galês rhod "corrida, roda, objeto redondo" (cf. latim rota "roda", alemão Rad "roda"), a partir do Indo-Europeu *ret(h) "correr, andar na carruagem", de daí a importância deduzida em gaulês de "roda" ou "corrida de carruagens". A interpretação do segundo elemento é mais assegurado: ele vem do gaulês *magos "campo" , depois "mercado" cf. irlandês antigo mag "plano, campo", bretão antigo ma "local, localização". O sentido geral de *Rotomagos seria então o de "mercado da roda", ou ainda de "pista de corrida" em termos da paixão sentida pelos Celtas pelas corridas de bigas.
Em francês, a cidade é chamada de Rouen, tendo o nome sido traduzido para português como Ruão.

## História
Ruão foi fundada na época do imperador Augusto (r. 27 a.C.-14 d.C.), no século I, com o nome de Rotômago (em latim: Rotomagus). Foi no século III que a cidade romana alcançou seu período de maior desenvolvimento, sabendo-se da existência de um anfiteatro e termas. Nos séculos seguintes, a cidade sofreu com as invasões dos povos bárbaros e presenciou a chegada definitiva do cristianismo.
No século IX, a cidade foi invadida pelos viquingues (normandos), e Ruão, junto com a região circundante (a partir de então, chamada Normandia), foi cedida aos conquistadores escandinavos no Tratado de Saint-Clair-sur-Epte (911). O chefe viquingue Rollo tornou-se, assim, o primeiro duque da Normandia. Um dos duques, Guilherme, o Conquistador, conquistou a Inglaterra em 1066 e ligou Ruão às possessões normandas nas Ilhas Britânicas.

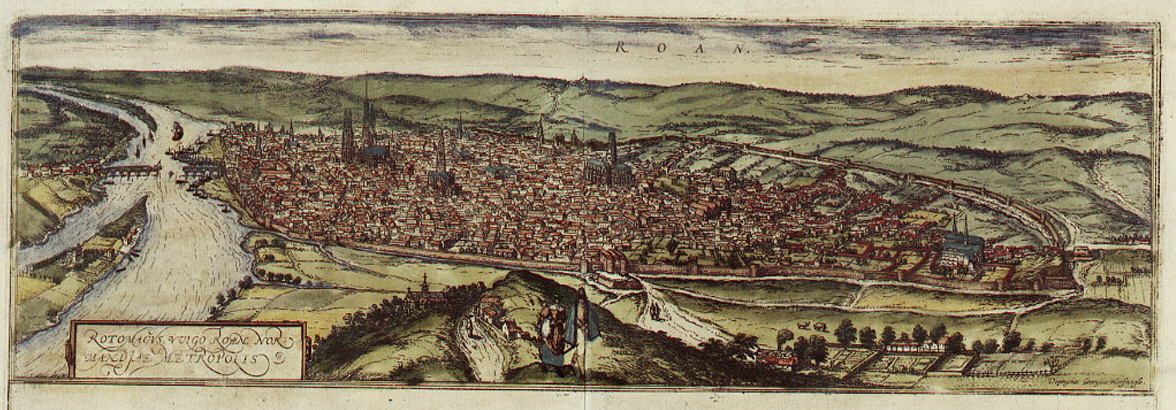
Vista de Ruão e do Sena no século XVI (Georg Braun; Frans Hogenberg: Civitates Orbis Terrarum, 1572)

O ducado normando terminou em 1204, quando Filipe II invadiu Ruão e anexou a Normandia ao reino da França. A cidade continuou sendo um importante centro comercial, chegando a ser a segunda cidade do reino. A partir de meados do século XII é construída a Catedral de Ruão, em estilo gótico, terminada em grande parte em 1250. A Guerra dos cem anos com a Inglaterra, além da peste negra, foram fonte de muitos problemas para a cidade no fim da Idade Média. Uma revolta popular ocorrida em 1382 foi duramente esmagada pelas forças reais. A cidade perdeu seus privilégios comerciais no comércio do Sena, o que favoreceu Paris. No contexto da guerra, e após a Batalha de Azincourt (1415), os ingleses cercaram e tomaram Ruão em 1419. É na cidade controlada pelos ingleses que foi aprisionada e executada Joana d'Arc, em 30 de maio de 1431.
Na Renascença, a cidade viveu um grande desenvolvimento econômico graças à pesca, os tecidos de lã e a tapeçaria, além de outros produtos como o sal, que os navegadores de Ruão traziam de lugares como Setúbal, em Portugal. Na busca de pigmentos para os tecidos, os comerciantes da cidade interessaram-se pelo pau-brasil, fonte de um pigmento vermelho, o que fez de Ruão o principal porto de entrada desta madeira na Europa no século XVI. No campo artístico, floresceu uma arquitetura renascentista com muitos elementos góticos, como no Hotel de Bourgtheroulde e no Palácio de Justiça, ambos construídos entre fins do século XV e inícios do seguinte. No século XVI, seguiram os trabalhos na catedral medieval da cidade, cujo portal central foi completado entre 1509 e 1521. Na obra da catedral, trabalhou o escultor João de Ruão, que, mais tarde, instalou-se em Coimbra e tornando-se um dos escultores mais importantes do Renascimento Português.

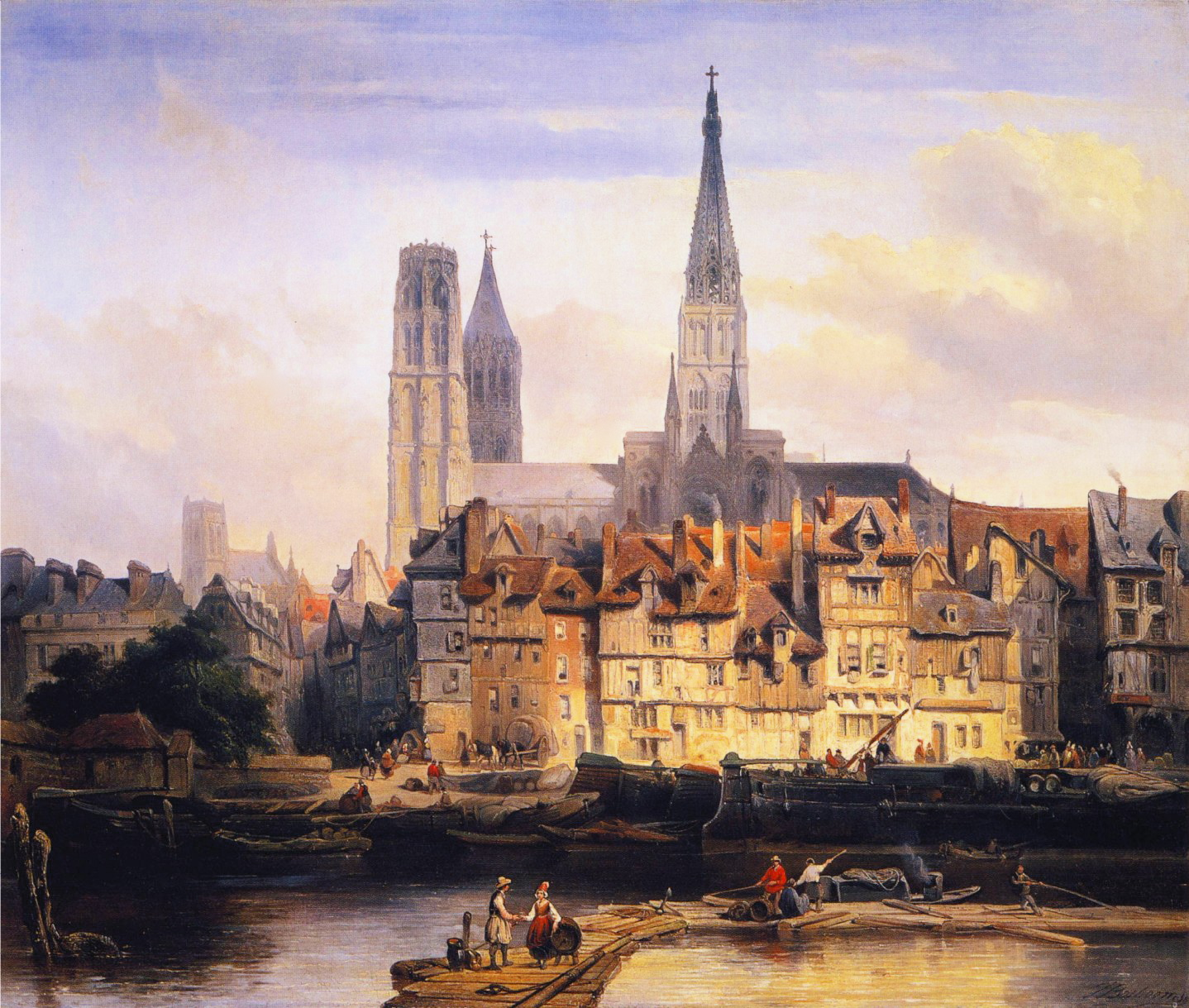
Johannes Bosboom: "Vista de Ruão" (1839)

O século XVII é de relativa estagnação para a cidade, que, porém, continua a ser parte importante na economia francesa, participando ainda na colonização da Nova França, no Quebeque. No século XVIII, Ruão é parte ativa no comércio triangular entre África, onde eram adquiridos escravos, e as colônias francesas das Antilhas, onde os escravos eram trocados por açúcar. Além disso, a cidade é um centro industrial de têxteis, como o trabalho com algodão transformando-se na base da economia.

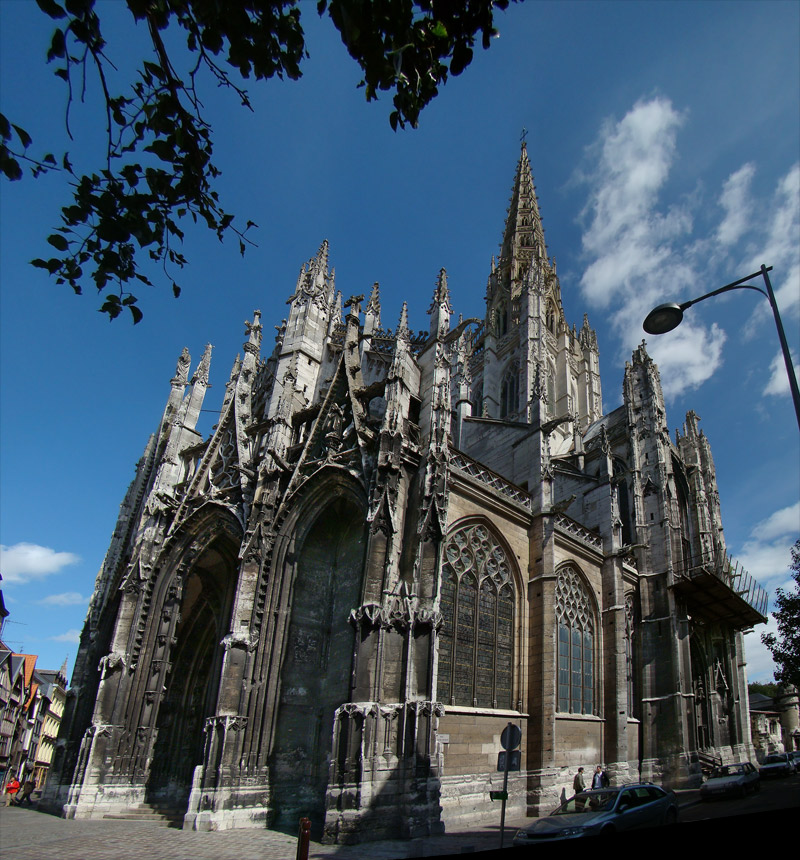
Igreja de Saint-Maclou

A Revolução Francesa é relativamente moderada em Ruão. Os bens do clero são nacionalizados e a catedral gótica é transformada em um templo dedicado à razão. A pobreza é enorme: num censo de fins do século XVIII, há 50 000 indigentes numa população total de 80 000 habitantes.
A industrialização chega no século XIX na forma de fábricas de tecidos instaladas ao redor de Ruão, nos vales dos rios Cailly e Robec, assim como na margem esquerda do Sena. O trem passa a ligar a cidade a Paris em 1843. O urbanismo da cidade é modernizado com a criação de novas ruas e praças, e são construídas gares, teatros e museus. A vida cultural é muito ativa, com nomes como o escritor Gustave Flaubert (nascido em Ruão em 1821) e o poeta Guy de Maupassant, que estudou na cidade. Também é famosa a obra dos pintores impressionistas na cidade, especialmente a série de obras de Claude Monet retratando a Catedral de Ruão.
Em 1940, a cidade foi invadida por tropas alemãs. Durante o domínio nazista, que durou quatro anos, a cidade foi destruída em bombardeios que mataram aproximadamente 2 000 pessoas. Ruão foi liberada em 1944 por tropas canadenses. Seguiu-se um longo período de reconstrução. Na segunda metade do século XX, o crescimento demográfico da cidade fez com que novos bairros fossem construídos. O centro histórico foi revalorizado e várias ruas foram transformadas em zonas sem carros.

## Geminação
- Hanôver (Alemanha) desde 1966[24]
- Norwich (Reino Unido) desde depois de 1959[25]
- Ningbo (China) desde 1990[26]
- Salerno (Itália) desde 2002[27]
- Cleveland (Estados Unidos) desde 2008[28]

## Atrações culturais

### Monumentos
Ruão é famosa pelos seus vários monumentos. Particularmente importantes são os edifícios góticos da cidade, como a Catedral de Ruão, começada em 1145 e terminada apenas no século XVI, a Igreja abacial de Saint-Ouen, começada em 1380, e a pequena Igreja de Saint-Maclou, construída entre 1437 e 1517 em estilo gótico flamejante. Destacam-se ainda a Place du Vieux Marché, praça onde a heroína Joana d'Arc foi queimada viva em 1431, e o Palácio de Justiça, construído a partir de 1499 e considerado um dos melhores exemplos de arquitetura civil gótica do final da Idade Média na França.

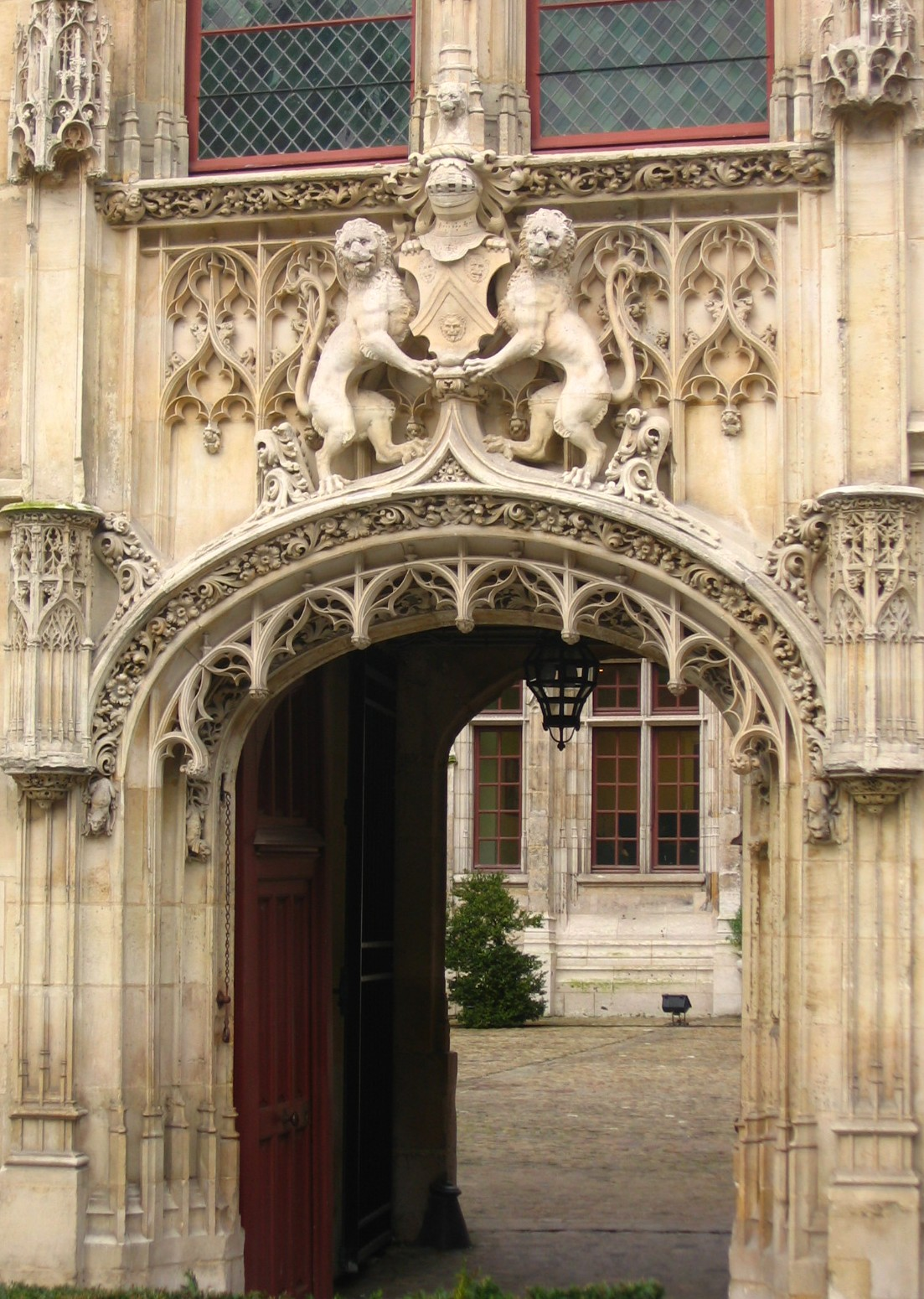
Entrada do Hôtel de Bourgtheroulde

Do início do século XVI datam o Gabinete das Finanças (começado em 1509) e o Hotel de Bourgtheroulde, este último um magnífico palácio urbano construído para a família Le Roux em uma mistura entre os estilos gótico e renascentista. Também no século XVI foi construído um dos cartões-postais da cidade: o Grande-Relógio (Gros-Horloge) instalado num arco sobre uma rua. No interior da estrutura renascentista funciona um museu.

### Museus
- Museu de belas artes de Ruão, bastante relevante para a região.
- Museu de história natural de Ruão
- Museu Departamental de Antiguidades
- Museu Flaubert e de história da medicina
- Museu nacional da educação
- Museu da cerâmica de Ruão
- Museu Marítimo, Fluvial e Portuário de Ruão: dedicado à história do porto e da navegação
- Museu Le Secq des Tournelles
- Museu Joana D'Arc
- Museu Pierre Corneille
- Museu do Gros-Horloge

## Infraestrutura

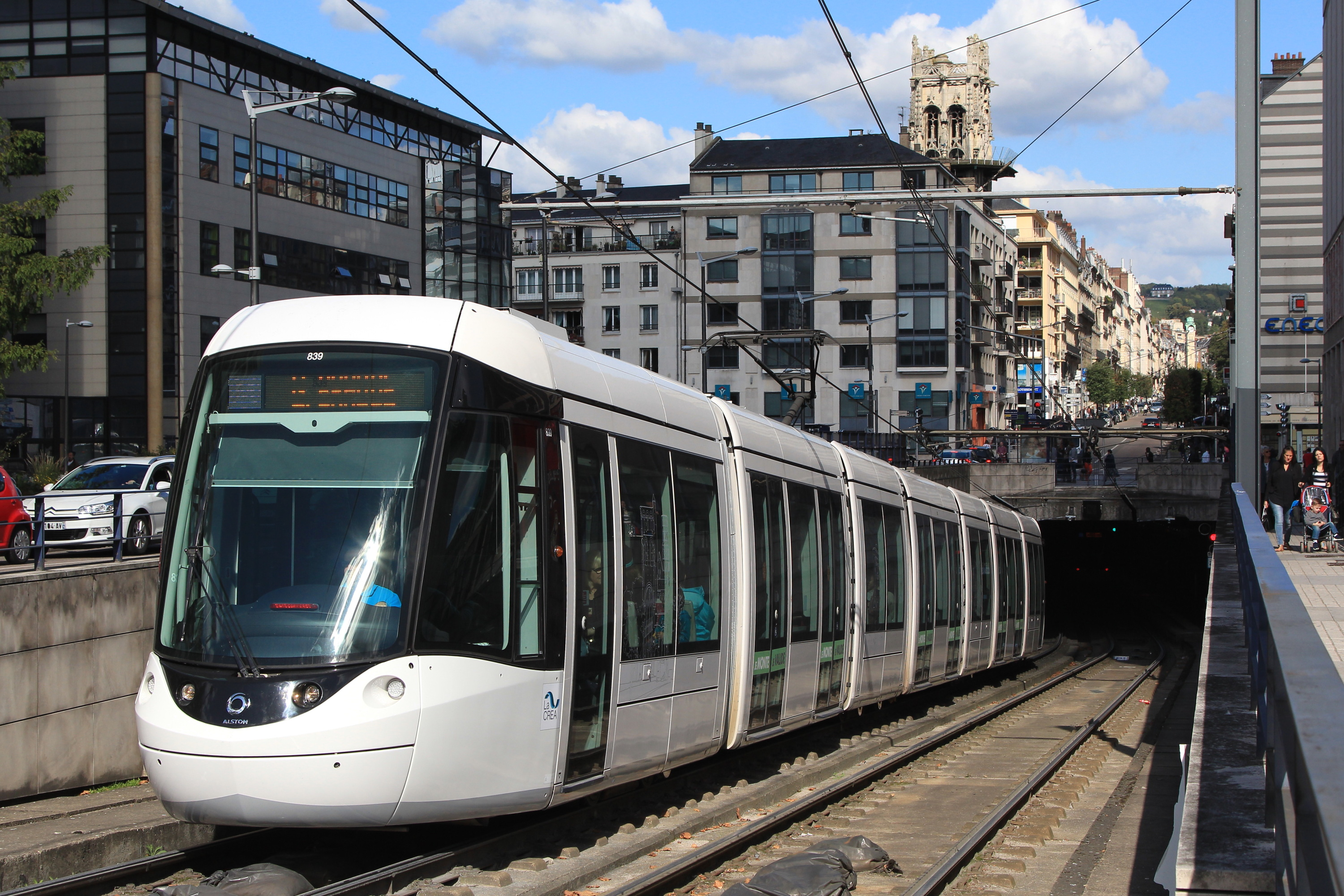
Trem do Metrô de Ruão na saída da estação Théâtre des Arts

### Transportes

#### Transportes Públicos
- Metrô de Ruão: sistema de metrô (ou mais propriamente bondes ou elétricos) que liga Ruão com a malha urbana vizinha.

#### Transportes ferroviários
Ruão possui uma estação principal, a Gare de Rouen Rive Droite, com uma frequência de cerca de 7 milhões de passageiros em 2015. Esta estação está conectada à rede TGV e Intercités Normandie às redes e TER da Normandie (ex TER Haute-Normandie e Basse-Normandie), Nord -Pas-de-Calais e Picardie. Ela oferece acesso direto ao tramway. É o assunto de trabalhos de modernização (acessibilidade, comércios, etc., fim da construção até junho de 2017).
Ruão tinha, antes Segunda Guerra Mundial, outras três estações: Rouen-Orléans, Rouen-Martainville e Saint-Sever. Esta última deverá ser reconvertida em estação para aliviar a Gare de Rouen Rive Droite que não pode ser ampliada. O início do serviço está previsto até 2030 na melhor das hipóteses.

#### Transportes aéreos
Ruão é servida pelo Aeroporto de Ruão localizado em Boos quilômetro a leste. O aeroporto acolhe cerca de 50 000 passageiros anuais, sendo 25 000 de ida e outros de volta. Uma linha de ônibus liga o aeroporto à aglomeração. Havia uma linha regular, mas foi fechada em novembro de 2009. O aeroporto conhece grandes dificuldades financeiras ainda em 2016, mas continua em serviço.

#### Transportes rodoviários
Ruão está na convergência de eixos viários, incluindo a autoroute A13 Paris-Caen, a autoroute A28 Abbeville-Tours e a autoroute A150 Ruão-Yvetot.

## Educação
- NEOMA Business School